# Squash (växt)

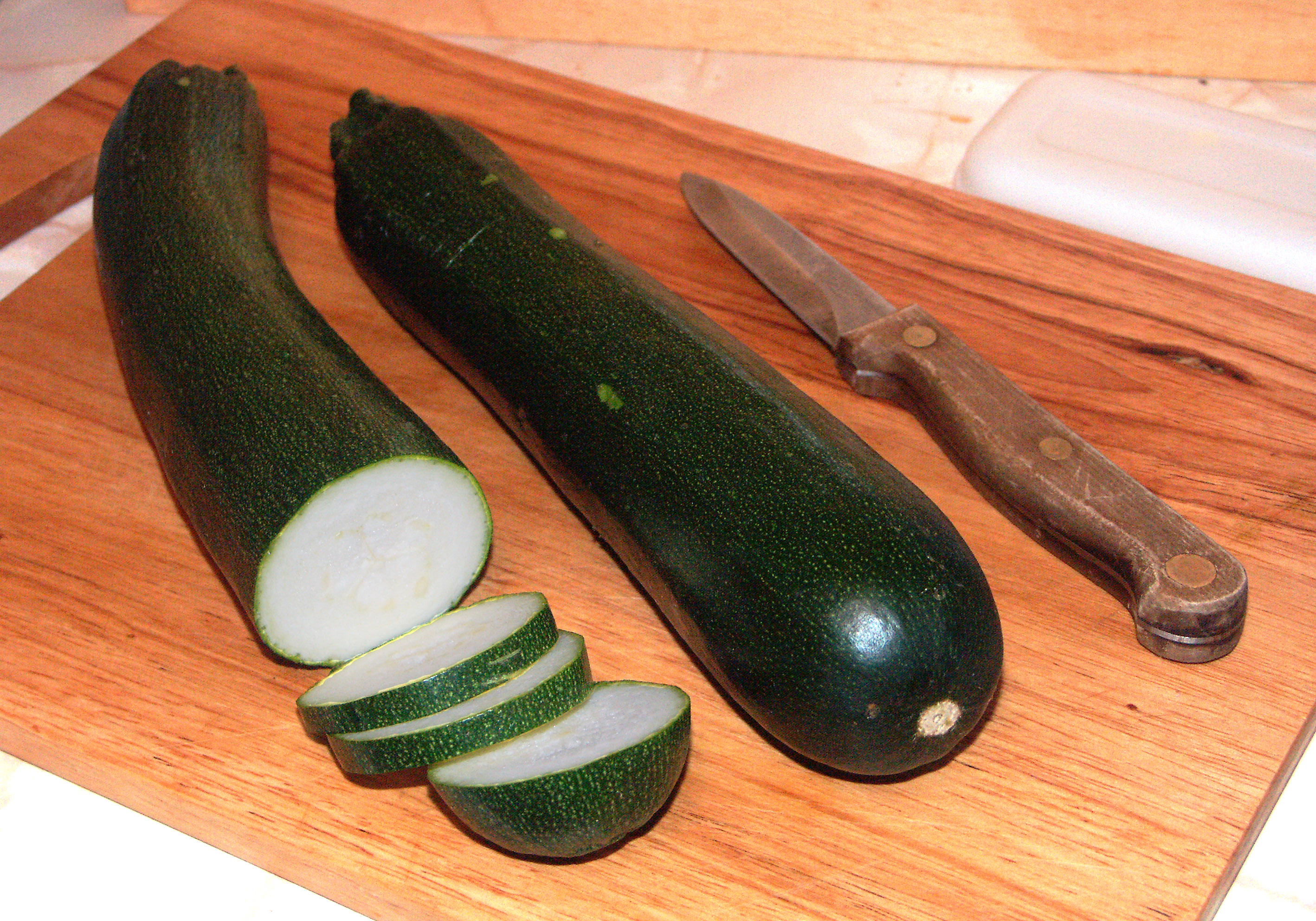
Grön squash, uppskuren och hel.

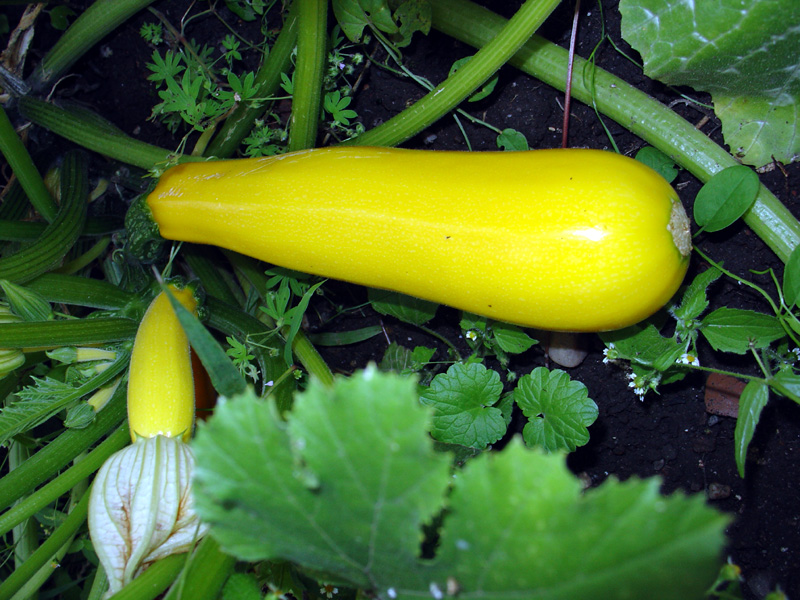
Gul squash.

Squash eller zucchini kallas de gröna till gula och avlånga frukter som härstammar från pumpasläktet. Zucchini är en typ av sommarsquash.

## Namn
Frukterna har flera benämningar på svenska. Vanligast är squash och zucchini. Ursprungligen är zucchini pluralformen av italienskans zucchino. Ett annat namn som förekommer i svenskan är det mer ovanliga franska courgette. Andra namn är vintersquash, sommarpumpa eller bara pumpa.
Orden "squash" och "zucchini" är belagda i svenska språket sedan 1965.

## Historia
Squashen kommer från Nordamerika där den odlades av ursprungsinvånarna innan européerna kom dit. Ordet squash har sitt ursprung i algonkinspråket narragansett, där ordet asquutasquash betyder "äts färsk" eller "äts rå".

## Utseende
Squash är ettårig ört med gula blommor. Själva frukterna är mellan 10 och 50 cm och oftast gröna eller gula. Formen på dem är oftast avlång och böjd. Frukterna kan väga mer än 2 kg.

## Användning
Squashen äts både rå och tillagad. Inte bara frukten, utan även squashens blommor är ätbara. Vanligen friterar man blommorna. Squash är en av ingredienserna i den franska grönsaksröran ratatouille, men passar även bra i wok eller skivad på längden och grillad tillsammans med halloumiost. Den används även som en av huvudingredienserna i den italienska pastarätten delizie.